# The Prince of Graustark
The Prince of Graustark è un film muto del 1916 diretto da Fred E. Wright. La sceneggiatura, firmata dallo stesso regista, si basa sul romanzo omonimo di George Barr McCutcheon pubblicato a New York nel 1914. Prodotto dalla Essanay e distribuito dalla K-E-S-E Service, il film aveva come interpreti Bryant Washburn e Marguerite Clayton. In piccoli ruoli, appaiono William V. Mong, Rod La Rocque e Colleen Moore.

## Trama
Per salvare le finanze del suo stato sull'orlo del fallimento, il principe Robin di Graustark dovrebbe sposare la principessa di Dawsbergen. Ma Robin, che non conosce la principessa, rifiuta il matrimonio di convenienza e, alla ricerca di fondi, parte per gli Stati Uniti. Qui, contatta il finanziere William W. Blithers che aspira a delle nozze principesche per la figlia Maud. Però, neppure Maud vuole un matrimonio combinato. Per un equivoco, Robin crede che una giovane donna che ha conosciuto sia la figlia di Blithers e quando la porta in patria e la presenta alla corte come sua fidanzata, resta stupito che tutti siano felici e si congratulino con lui. Salvo scoprire che quella che lui credeva essere Maud è, in realtà, proprio la principessa Dawsbergen.

## Produzione
Il film fu prodotto dalla Essanay Film Manufacturing Company.

## Distribuzione
Distribuito dalla K-E-S-E Service, il film uscì nelle sale cinematografiche statunitensi il 6 novembre 1916. Il copyright del film, richiesto dalla Essanay Film Mfg. Co., fu registrato il 21 ottobre 1916 con il numero LP9373.
Copia completa della pellicola si trova conservata negli archivi del George Eastman House di Rochester.